# Gary White
Gary John White (Southampton, 25 de julho de 1974) é um ex-futebolista e treinador de futebol inglês que atuava como meio-campista. Entre 2012 e 2016, foi o técnico da seleção de Guam, além de ser diretor-técnico da Federação local. Atualmente, comanda a seleção de Taipé Chinês.
Assim como outros 15 técnicos, possui a Pro Level License da Football Association.

## Carreira de jogador
Revelado nas categorias de base do Southampton, onde jogou até 1990, White não chegou a se profissionalizar, tendo assinado com o Bognor Regis Town no mesmo ano. Pelos "Rocks", foram 28 jogos e 8 gols marcados. Em 1994, White mudou-se para o Fremantle City, time de uma liga regional de futebol da Austrália, onde jogou 45 partidas e marcou 13 gols. White encerrou a carreira em 1996, com apenas 21 anos, para virar treinador.

## Carreira como técnico
Em 1998, dois anos após sua aposentadoria precoce, White aceitou o convite da Associação de Futebol das Ilhas Virgens Britânicas para comandar a seleção local em 1998. Sob seu comando, a equipe alcançou sua melhor posição no ranking da FIFA: o 120º lugar em março de 2000 (igualada entre agosto e novembro de 2002, já sem o inglês). Paralelamente à função, ele ainda era diretor-técnico da BVIFA. Durante as Eliminatórias da CONCACAF para a Copa de 2002, White, aos 24 anos, foi um dos mais jovens técnicos a comandar uma seleção.
Em 1999, foi contratado para treinar a seleção das Bahamas, e durante os sete anos (1999-2008) em que trabalhou no selecionado (foi também diretor-técnico da Associação de Futebol das Bahamas), colocou os "Baha Boyz" em 138º lugar em setembro de 2006, a melhor qualificação do país no ranking da FIFA. Entre 2009 e 2012, foi diretor-técnico do Seattle Sounders, trabalhando no desenvolvimento de jogadores nas categorias de base.
Contratado para treinar a seleção de Guam em fevereiro de 2012, White passou a convocar jogadores com ascendência guamesa - principalmente nos Estados Unidos - e conquistou resultados expressivos, levando a ilha do Pacífico ao 137º posto no ranking, a melhor qualificação da equipe. O destaque foi a primeira vitória guamesa em Eliminatórias, 1 a 0 frente ao Turcomenistão, graças a um gol-contra do zagueiro Serdar Annaorazov. Outro resultado surpreendente foi a vitória por 2 a 1 contra a Índia. Um dos principais desafios de White era fazer de Guam a quinta melhor seleção do Leste Asiático.
Deixou Guam em maio de 2016, sendo contratado pelo Shanghai Shenxin para evitar o rebaixamento à terceira divisão chinesa. Levou a equipe ao décimo lugar e deixou o cargo, numa decisão mútua entre o técnico e a direção do Shenxin, em novembro.
Em setembro de 2017, foi escolhido como o novo técnico da seleção de Taipé Chinês, substituindo o japonês Reiji Hirata. White foi o primeiro europeu e também o primeiro não-asiático a dirigir os Azuis-Brancos desde o brasileiro Edson "Dido" Silva, que exerceu a função em 2005. Ele, que também acumulou o cargo de diretor-técnico, surpreendeu ao conquistar 2 vitórias consecutivas - um 4 a 2 contra a Mongólia e a mais surpreendente, um 2 a 1 sobre o Bahrein.
Com 58,3% de aproveitamento, White colocou Taipé Chinês em 121º lugar no ranking da FIFA (melhor posição da equipe). Ele ainda teve uma curta passagem pela Seleção de Hong Kong, que durou apenas 3 meses - em dezembro de 2018, foi anunciado como novo treinador do Tokyo Verdy, clube da segunda divisão japonesa. Após 8 meses no cargo, White deixou o Verdy em julho de 2019, quando a equipe estava em 13º lugar na classificação geral. Para seu lugar, foi contratado Hideki Nagai (ex-jogador do próprio Verdy).
Em agosto do mesmo ano, foi anunciado como novo técnico do Nantong Zhiyun, que disputa a terceira divisão do Campeonato Chinês (que é semiprofissional), e onde permaneceu até 2020. Treinou também o Suzhou Dongwu, da segunda divisão, por 3 temporadas.
Foi ainda diretor-técnico do Kedah Darul Aman (Malásia) e, em maio de 2023, assumiu pela segunda vez a seleção de Taipé Chinês, sucedendo Yeh Hsien-chung.